# カリドゥ・クリバリ
カリドゥ・クリバリ（Kalidou Koulibaly, 1991年6月20日 - ）は、フランス・サン＝ディエ＝デ＝ヴォージュ出身のサッカー選手。サウジ・プロフェッショナルリーグ・アル・ヒラル所属。セネガル代表。ポジションはディフェンダー。

## 経歴

### クラブ
2010年、FCメスのユースチームからトップチームへ昇格し、リーグ・ドゥでプロデビューを果たす。2012年夏、ジュピラーリーグのKRCヘンクへ移籍。2012-13シーズンはベルギーカップ優勝を経験した。2014年7月、セリエAのSSCナポリへ5年契約で移籍。1年目からCBのレギュラーに定着し、リーグ戦27試合、公式戦通算で計39試合に出場した。2015-16シーズンもレギュラーとして公式戦通算42試合、プレー時間にして3676分の出場を記録。2016年夏にはチェルシーFCからの移籍金5800万ユーロとも言われる移籍オファーが度々報じられ、代理人を通じたクリバリの移籍希望発言も出たが、最終的にはナポリに残留した。2017-18シーズン、ユヴェントスと優勝を争うなかでの直接対決で決勝ゴールを決めて、勝利に貢献し、首位ユヴェントスとの勝ち点を1差とすることに貢献した。その後もCBで主力として活躍。在籍8シーズンで公式戦317試合に出場し、14ゴール8アシストを記録した。
2022年7月16日、クリバリはプレミアリーグのクラブチェルシーFCと4年契約を結び、移籍金は約3300万ポンドと報じられました。 8月6日、彼はチェルシーでのデビュー戦として、エヴァートンFCとのアウェイリーグ戦で1-0の勝利に貢献しました。 8月14日には、チェルシーのホームデビュー戦で初ゴールを記録しました。ロンドンのライバルトッテナム・ホットスパーFCとの2-2のホームリーグ戦で、力強いボレーシュートを決めました。
2023年6月26日、アル・ヒラルへの移籍が発表された。契約期間は2026年までの3年間。背番号は3番となった。

### 代表
年代別のフランス代表として2011 FIFA U-20ワールドカップやトゥーロン国際大会に出場した経験を持っていたが、2015年9月にセネガル代表としてプレーすることを決断した。2015年9月5日のナミビア戦にてセネガル代表デビュー。2022年カタールワールドカップのセネガル代表として選ばれた。
2022年11月11日、2022 FIFAワールドカップに向けたメンバーの1人として選ばれた。11月29日に行われたグループステージ最終節エクアドル代表との試合で、グループステージ突破には勝利が必要な状況で1-1の同点で迎えた後半70分に右サイドのFKからゴール前で相手がクリアし損ねたボールを右足のボレーで合わせて代表初ゴールを決めた。このゴールが決勝点となり、セネガルは最終節でエクアドルとの順位を入れ替えてグループステージを2位で通過。エースのサディオ・マネが怪我の影響で不在の中、セネガルは2002 FIFAワールドカップ以来20年ぶりのグループステージ突破を果たした。

## 人物・プレースタイル
セネガル人の両親との間にフランスにて生まれた。セネガル代表を選択した際には「第二の選択肢としてではなく、ハートで選んだ」と語った。
元々は守備的ミッドフィールダーであるが、センターバックとしてプレーする。身長187cmと大柄な体格を生かしたコンタクトプレーとスピードを持ち味とする。ナポリ移籍後は継続的に出場機会が与えられるなど、プレーの質も安定している。

## エピソード
- 2016年2月3日のセリエA第23節SSラツィオ戦にて、ラツィオサポーターから人種差別を交えた野次を受けた。これによって主審が試合を4分間中断させ、サポーターに野次を止めるよう呼びかける事態となったほか、ラツィオは罰金や2試合でゴール裏席を封鎖するよう処分を科せられた[22]。試合後にはクリバリがスタンドの子供にユニフォームをプレゼントするなど、人種差別を受けながらもファンサービスを怠らなかった姿勢が称賛された[23]。
- セネガル代表デビュー後の2016年に、フランス代表のディディエ・デシャンが新聞のインタビューで実際には不可能であるクリバリの招集を示唆したことがある[20]。
- チェルシーFCに移籍する際、ナポリ時代から背負っていた26番を希望。チェルシーのレジェンド、テリー氏に直接電話し、着用して良いか許可を得た[24]。

## 代表歴

### 出場大会
- セネガル代表
  - 2018 FIFAワールドカップ
  - 2022 FIFAワールドカップ

### 試合数
- 国際Aマッチ 75試合 1得点（2015年-）[25]

| セネガル代表 | 国際Aマッチ | 国際Aマッチ |
| 年           | 出場        | 得点        |
| ------------ | ----------- | ----------- |
| 2015         | 5           | 0           |
| 2016         | 7           | 0           |
| 2017         | 10          | 0           |
| 2018         | 9           | 0           |
| 2019         | 11          | 0           |
| 2020         | 2           | 0           |
| 2021         | 9           | 0           |
| 2022         | 15          | 1           |
| 2023         | 7           | 0           |
| 2024         |             |             |
| 通算         | 75          | 1           |

## タイトル

### クラブ
KRCヘンク
- ベルギーカップ : 2012–13

SCCナポリ
- コッパ・イタリア：2019-20

### 代表
セネガル代表
- アフリカネイションズカップ : 2021